# Bulbophyllum rugulosum
Bulbophyllum rugulosum är en orkidéart som beskrevs av Johannes Jacobus Smith. Bulbophyllum rugulosum ingår i släktet Bulbophyllum och familjen orkidéer. Inga underarter finns listade i Catalogue of Life.